# Стрийське гето
Стрийське гето — єврейське гето в період Другої світової війни, створене нацистською Німеччиною весною 1942 року в місті Стрий, окупованому нацистами в результаті операції «Барбаросса». Значна частина євреїв була знищена, інша частина вивезена до винищувального табору Белжець. Остаточна ліквідація гето в Стрию відбулася у серпні 1943 року.

## Передісторія
До початку нацистсько-радянського вторгнення в Польщу 1939 року Стрий центром однойменного повіту (пол. powiat stryjski), котрий мав площу 2081 км² і населення близько 163 860 осіб. Повіт належав до Станиславівського воєводства (пол. Województwo stanisławowskie). Стрий мав значну єврейську громаду, що кількісно переважала й українську, польську і німецьку. Для прикладу, у 1939 році населення міста становило приблизно 34 000 мешканців, з яких 28 % були українці, 34,5 % — поляки, 1,6 % — німці, 35,6 % — євреї.
17 вересня 1939 року внаслідок підписання «пакту Молотова — Ріббентропа» Волинь і Галичина були окуповані радянськими військами. 26 жовтня 1939 року відбулись так звані «Народні Збори Західної України» ухвалили рішення про включення Західної України до складу Радянської України. У січні 1940 року місто Стрий стало центром Стрийського району новоствореної Дрогобицької області, оскільки радянська влада залишила в силі роздробленість Галичини на дрібніші адміністративні одиниці.
22 червня 1941 року німецька армія переходить радянський кордон розпочинається Німецько-радянська війна. 2 липня 1941 року німецькі війська увійшли у Стрий, згодом окупували значну частину українських земель. 1 серпня 1941 року Галичина була опинилась у складі Генеральної Губернії як складова Рейху (Дистрикт Галичина).
Коли в місто ввійшлли німецькі війська, вони знайшли поспіхом покинуту стрийську тюрму, яка з 1939 по 1941 була катівнею НКВД. Після відступу радянських військ, на території тюрми було знайдено багато тіл загиблих. Більшість з них були поховані родичами з навколишніх сіл, проте 57 з них захоронені в братській могилі. Німці вирішили скористатись моментом і огололосили євреїв винними у цьому, утотожнюючи Радянський союз і євреїв. Завдяки цьому німцям вдалось схилити на свою сторону частину української громади.

## Стрийське гето
Перед окупацією Стрия німецькими військами 2 липня 1941 року у місті проживало приблизно 12 тисяч євреїв. Німецька адміністрація прибула до міста в серпні.
22 серпня 1941 року німецька служба безпеки(СД) за сприяння української поліції заарештувала в місті 1000 євреїв, в тому числі й єврейську інтелігенцію міста. Заарештованих доставили до двору місцевого магістрату, де їх впродовж двох тижнів били, ображали, катували, морили голодом і спрагою. Через це багато хто з них загинули на місці. Тільки близько сотні євреям вдалося втекти, підкупивши охоронців. Решта євреїв, які вижили після цих двох тижнів, були вивезені до лісу біля Голобутова і розстріляні із кулеметів.
Всім євреям було наказано носити пов'язки із зображенням Зірки Давида і їхнім трудовим номером. Вони мали зареєструватися в місцевому німецькому бюро праці та працювати на різних примусових роботах. Молоді євреї, придатні для роботи, часто затримувалися на вулицях і відправлялиcm до примусових трудових таборів СС. Євреї, що працювали на примусових роботах на додачу пов'язок із Зіркою Давида, носили додатково й латки із літерою «W», що означала нім. "Wichtig" (важливо). Євреї із такою латкою повинні були бути збережені та захищені і гестапо не повинне було їм шкодити. Німецька влада призначила єврейську раду (Юденрат), яка мала виконувати німецькі порядки. Єврейські підприємства були конфісковані без компенсації для їх власників. Юденрату доводилось доставляти велику кількість різних товарів німецьким властям, часто співробітники СД привласнювали єврейське майно для особистого користування.
Весною 1942 року євреям було наказано перейти до спеціального кварталу. Їм було дозволено вільно пересуватися у місті до 8 години вечора. СД часто виконувала дрібномасштабні заходи знищення, невеликі групи євреїв були вбиті в місцевій в'язниці або одному з лісів за межами міста.

### Перша акція
В один із днів вересня 1942 року єврейські квартали були раптово оточені СД, жандармерією та українською поліцією. В процесі акції близько 5000 євреїв були захоплені і доставлені до місцевої залізничної станції, де були завантажені на вантажні автомобілі та відправлені до табору знищення Белжець.

### Друга акція
7 жовтня 1942 року подібна акція була проведена тими ж формаціями: приблизно 3-4 тисячі євреїв були депортовані до табору Белжець.

### Третя акція
Євреям з міст та сіл районів було наказано переїхати в місто. Гето було закрите, і жодному єврею не дозволялось залишати його без дозволу. Так само жодним постороннім не дозволялось перебувати у гето. Практично щодня у місті проводились дрібні заходи. Євреї невеликими групами вивозились до Голобутівського лісу, де розстрілювались. Були особливі дні для вбивства дітей, жінок, людей похилого віку, непрацюючих євреїв тощо. Дії проводили стрийська та дрогобицька СД, німецька жандармерії та українська допоміжна поліція та СС формувань, що складаються з російських військовополонених. У всіх містах району здійснювалось знищення євреїв. У Миколаєві майже 750 євреїв були депортовані до табору знищення Белжець, а також велика кількість людей було застрелено в місті. У Роздолі було вислано 1300 євреїв до Белжеця, а 500 доставлено до в'язниці у Стрию. У Меденичах, Розвадоді, Жидачеві, Ходорові, Болехові та Сколе здійснювались подібні заходи. Кілька тисяч євреїв було доставлено у в'язницю в Стрию. Частині євреїв з стрийської в'язниці було дозволено жити в гето, іншу їх частину утримували у в'язниці в жахливих умовах, поки вони не були звільнені в лютому 1943 року. У гето умови були нестерпними — голод і хвороби. Хворих євреїв СД негайно вбивали в місцевій єврейській лікарні.

### Четверта акція
У лютому 1943 року СД заарештували в лісі біля Стрия кілька молодих євреїв, що належать до єврейського підпільного руху, які готували єврейський опір. В результаті відплати в місті було захоплено 1500 євреїв та страчено в Голобутові.

### П'ята акція
У березні 1943 року гето було оточене СД, поліцією безпеки (нім. Schutzpolizei), українською допоміжною поліцією та СС формуваннями, що складались з російських військовополонених. Старих євреїв витягували з будинків і доставляли до місцевих синагог. Діти, які безцільно ходили в гето, а також ті, хто не підходив для перевезення або намагались чинити опір, були вбиті на місці. Євреїв залишили в синагозі на декілька днів без їжі. Близько 2600 євреїв було доставлено до лісу біля Голобутова. Там їм наказали роздягнутись, після цього їх розстріляли із кулеметів.

### Шоста акція
У гето залишилось близько 3500 євреїв. 21 травня 1943 року в Голобутівському лісі було вбито 1000 євреїв.

### Сьома акція
5 червня 1943 року гето було оточене стрийськими та дрогобицькими СД, поліцією безпеки (нім. Schutzpolizei) та українською допоміжною поліцією. Кілька днів потому всім євреям, яким раніше було дозволено жити за межами гето, було наказано переїхати в гето. Гето обшукувалось будинок за будинком, євреїв викидали на вулицю. Багато будинків було спалені, і багато євреїв заживо згоріли в своїх будинках. У гето було вбито велику кількість євреїв, особливо старих, жінок та дітей. Було офіційно дозволено залишитися лише 750 євреїям: 500 на місцевій пивоварні та 250 на склозаводі. Всі інші були вбиті у Голобутові або на місцевому єврейському цвинтарі. Кілька сотень євреїв вдалося сховатися. Проводились їх послідовні пошуки, і всі виявлені були вбиті на місці.

### Восьма акція
У липні 1943 року були страчені єврейські робітники, які працювали на скляних роботах. СС вивели євреїв із заводу і вбили на вулиці.

### Остаточне винищення
22 серпня 1943 року в Стрию та в районі відбулася остання акція знищення старих євреїв. Дану акцію проводили стрийська та дрогобицька СД під командуванням оберштурмфюрера Бока, оберштурмфюрера Гільдебрандта, СС, поліції безпеки (нім. Schutzpolizei), жандармерії, української допоміжної поліції та членів «Werkschutz», що складались з допоміжних формувань російських СС. Всі євреї були доставлені до місцевої в'язниці. Невелика група євреїв вдалась до збройного опору. Після короткого бою вони були переможені, але 30 з них вдалося втекти. У в'язниці відділили 40 єврейських фахівців та перевели до Дрогобича. Решту вивезли до Голобутівського лісу і там стратили. Подібні акції проводилися в Болехові на місцевих муніципальних майстернях і в Сколе, де єврейські примусові робітники були зайняті на місцевій лісопильній фабриці.
З нагоди проголошення Стриєм «Юденфрай» (нім. Judenrein — «вільний від євреїв»), СД, цивільна влада та місцеві жителі організували великий фестиваль, в якому взяли участь генерал-губернатор д-р Ганс Франк.